# Corée du Nord aux Jeux paralympiques
La Corée du Nord a participé pour la première fois aux Jeux paralympiques aux Jeux paralympiques d'été de 2012 à Londres et n'a remporté aucune médaille depuis son entrée en lice dans la compétition.   

## Histoire
Alors que la Corée du Sud participe aux Jeux paralympiques depuis 1968, le Nord a longtemps ignoré les Jeux. Au début du XXIe siècle, des rapports indiquent que les personnes handicapées en Corée du Nord (à l'exception des vétérans des forces armées) sont confinées à des camps et « sujets à des traitements durs et dégradants ». Vitit Muntarbhorn, rapporteur des Nations unies sur les droits de l'homme en Corée du Nord, indique en 2006 que les Nord Coréens handicapés sont exclus de la capitale, Pyongyang, 'vitrine' du pays pour les étrangers, et rassemblés dans des camps où ils sont classés selon leur handicap. En 2008, les Nations unies rapportent que le gouvernement « commence à prendre en compte le bien-être des handicapés ». D'un point de vue historique, les autorités des pays du bloc de l'Est pendant la guerre froide niaient parfois l'existence même de personnes handicapées dans leurs pays ; « les personnes ayant un handicap physique ou mental [étaient] stigmatisées, cachées au grand public, et ainsi rendues en apparence invisibles ». L'Union soviétique ne participa pas aux Jeux paralympiques avant 1988 ; la république populaire de Chine et l'Allemagne de l'Est avant 1984.
La Corée du Nord devient membre du Comité international paralympique à titre prévisionnel en mars 2012, permettant au pays de prendre part aux Jeux d'été à Londres cette année là. La délégation nord-coréenne est alors composée d'un seul athlète, Rim Ju-song, qui prend part aux épreuves de natation masculines en nage libre. Aux Jeux d'été de 2016, le pays est représenté par un coureur aveugle à l'épreuve du 1 500 mètres, et par une athlète en lancer de disque.